# Deklaracja petersburska
Deklaracja petersburska – deklaracja z 1868 roku, zakazująca stosowania broni powodującej niepotrzebne cierpienie żołnierzy przeciwnika i praktyk odmawiania zakwaterowania pokonanym żołnierzom. Podpisana w Petersburgu 11 grudnia (29 listopada według obowiązującego wówczas w Rosji kalendarza juliańskiego) 1868 roku. Jej pełna nazwa brzmi „Deklaracja w sprawie pocisków wybuchających małego kalibru”. Została podpisana przez 19 państw.
Wedle wstępu jedynym legalnym celem, jaki państwa winny sobie stawiać w czasie wojny, jest osłabienie sił zbrojnych nieprzyjaciela (...) używanie broni, która by bez potrzeby zwiększała cierpienie ludzi już niezdolnych do walki albo sprowadzała nieuchronnie ich śmierć, prowadziłoby poza ten cel; zatem używanie podobnej broni byłoby sprzeczne z prawami ludzkości.
Tekst deklaracji w uogólnieniu mówi, iż w wypadku wojny pomiędzy sygnatariuszami, odstępują oni od użycia pocisków o wadze poniżej 400 gramów zawierających materiał wybuchowy, substancje zapalające lub łatwopalne. Skutkuje to zakazem używania wybuchowej lub zapalającej amunicji małokalibrowej w broni osobistej lub zespołowej przeciw sile żywej przeciwnika, ale nie amunicji do armat automatycznych, działek lub broni artyleryjskiej.
Na zakaz ten powołuje się Deklaracja brukselska (1874) w artykule 13, pkt. e). 
Do Deklaracji Petersburskiej nawiązuje Regulamin wojny lądowej załączony do Konwencji haskich II z 1899 i IV z 1907 w artykule 23 : Oprócz zakazów, ustanowionych przez specjalne konwencje, zabrania się mianowicie: (...) e) używać broni, pocisków lub środków, mogących zadać zbyteczne cierpienia oraz Pierwszy Protokół Genewski z 1977 w artykule 35. 2 : Zabronione jest stosowanie broni, pocisków i materiałów, a także sposobów  prowadzenia wojny, które mogą powodować rozległe obrażenia bądź zbędne cierpienia, a także Konwencja o zakazie lub ograniczeniu użycia pewnych broni konwencjonalnych z 1980. 